# Adam Kwak (biegacz narciarski)
Adam Kwak (ur. 16 listopada 1979) – polski biegacz narciarski, mistrz i reprezentant Polski, medalista zimowej Uniwersjady (2001).

## Życiorys
Był zawodnikiem Podhala Nowy Targ, AZS-AWF Katowice, AZS AWF Kraków i LKS Poroniec.
Jego największym sukcesem na arenie międzynarodowej był brązowy medal w sztafecie podczas Zimowej Uniwersjady (2001), z Januszem Krężelokiem, Marcinem Roszkowskim i Tomaszem Kałużnym. Reprezentował też Polskę na mistrzostwach świata juniorów w 1998 (66 m. - 10 km stylem dowolnym, 75 m. - 30 km stylem klasycznym) i 1999 (51 m. - 10 km stylem klasycznym).
Na mistrzostwach Polski seniorów zdobył 11 medali: złoty w biegu na 30 km stylem dowolnym (2004), złote w sztafecie 3 x 10 km (2000, 2001), srebrny w biegu na 10 km stylem klasycznym (2004), srebrny w biegu na 30 km stylem dowolnym (2002), srebrny w sztafecie 4 x 10 km (2009), brązowy w biegu na 15 km stylem klasycznym (2002), brązowy w biegu na 20 km stylem łączonym (2002), brązowy w biegu na 30 km stylem dowolnym (2003), brązowy w biegu na 50 km stylem klasycznym (2000) i brązowy w sztafecie 4 x 10 km (2007).
Pracował jako fizjoterapeuta. Od kwietnia 2016 do maja 2017 był trenerem kadry młodzieżowej Polskiego Związku Narciarskiego.